# Прей, Элеонора
Элеонора Лорд Прей (англ. Eleanor Lord Pray; 1868—1954) — американская гражданка, жившая в России в начале XX века. Знаменита своими письмами из Владивостока, в которых она широко описывала все события, происходившие в городе во время её проживания там, а также тем, что сделала множество фотографий г. Владивостока и его пригородов того времени.
Уроженка Южного Бервика[уточнить] (США), она переехала на Дальний Восток в 1894 году со своим мужем Фредериком Преем.
Письма Эленора отправляла своим знакомым в разные страны мира. Впоследствии часть этих писем была собрана и напечатана для широкой публики в целом ряде изданий, начиная с книги «Письма из Владивостока» (под редакцией Биргитты Ингемансон).
Россия в начале XX века переживала сложные годы. Элеонора была свидетельницей развития Русско-японской войны, Первой мировой войны, революции и интервенции. Но даже в такое непростое время владивостокская американка не была разочарована своею жизнью в России и продолжала любить свою новую родину. Она отказалась покинуть Россию даже тогда, когда в 1916 году её золовка Сара Смит предложила ей переехать в Китай (г. Шанхай) из-за политических событий в России.
Она работала переводчицей и кассиром в знаменитом торговом доме «Кунст и Альберс» до 1930 года.
В 1930 году по причине закрытия компании и потери работы Элеонора осталась без средств и уехала из Владивостока, в котором прожила 36 лет.
Она отправилась к дочери и золовке в Шанхай. Во время оккупации Китая японцами Элеонора попала в лагерь для интернированных лиц, а после освобождения в 1943 году уехала в США.
Умерла в 1954 году в Вашингтоне. Похоронена по месту рождения своего мужа, Фредерика Прея (1867—1925), рядом с ним, на кладбище Форест Глейд, вблизи городка Сомерсворт, штат Нью-Гемпшир.

«Вряд ли кто-то любит это неухоженное место так, как я. Все смеются надо мной, а я ничего не могу с собой поделать. Одна только мысль, что можно жить где-то, где я не буду видеть эту голубую бухту и два залива (Амурский и Уссурийский), приводит меня в ужас».

Вид на Владивосток из бухты Золотой Рог. Из письма Элеоноры Прэй от 4 сентября 1899 года

4 июля 2014 года во Владивостоке, на ул. Светланской, 41-43 была открыта бронзовая статуя миссис Прей. Статуя изображает её спускающейся к городскому почтамту (Светаланская, 41) с письмом, прижатым к груди. 